# Вітторія Кальдоні
Вітторія Кандіда Роза Кальдоні (італ. Vittoria Candida Rosa Caldoni, 06 березня 1805, Альбано-Лаціале, Італія — після 1876, Санкт-Петербург, Російська імперія), в шлюбі Лапченко (Lapčenko) — італійська натурниця, яка позувала безлічі академічних художників в 1820-1830-і роки. 
Її образ відображений або ж відтворюваний більш ніж на 100 полотнах і скульптурах, в основному німецьких живописців і скульпторів з кола братства назарійців та російських художників-академістів, з одним з яких — Григорієм Лапченком — вона взяла шлюб. В 1839 р. переїхала з чоловіком до Російської Імперії, де й жила до смерті. До початку XX століття образ Вітторії Кальдоні-Лапченко поставав в європейському образотворчому мистецтві, літературі та естетичній критиці як архетипний образ італійської жінки і навіть втілення ідеальної краси, яку неможливо адекватно передати засобами мистецтва.